# Anaphrodisiakum
Ein Anaphrodisiakum (griech.; lat. Anaphrodisiacum, Mehrzahl: Anaphrodisiaka) ist ein Mittel, das den Geschlechtstrieb schwächt oder dämpft. Das Aphrodisiakum ist das entsprechende Antonym. Als angebliche Zutat der Truppenverpflegung wird es dort Hängolin genannt.

## Pflanzliche Mittel
Als pflanzliche Anaphrodisiaka bekannt sind Mönchspfeffer (die Pflanzenart wirkt – angeblich – gegen den Geschlechtstrieb) ähnlich wie Weinraute oder Hopfen. Auch der regelmäßige Verzehr von Lakritzwurzel (Süßholz) kann bei Männern die Libido abschwächen, bei Frauen hat er jedoch einen gegenteiligen Effekt. Pflanzliche Anaphrodisiaka waren populäre Mittel gegen die „verwerfliche Fleischeslust“ und wurden von Christen, besonders von Nonnen und Mönchen im Mittelalter, als Hilfe bei der Wahrung des Keuschheitsgelübdes verwendet, daher der Name Mönchspfeffer (Phytotherapie). Culpeper hielt zum Beispiel den Amarant für ein Anaphrodisiakum.

## Andere Mittel
Als Mittel der Triebunterdrückung wurden früher Bromverbindungen wie Kaliumbromid eingesetzt.
Daneben gibt es heute Antiandrogene und GnRH-Analoga, die auf spezielle Hormone wirken.